# لوپوس پرنیو

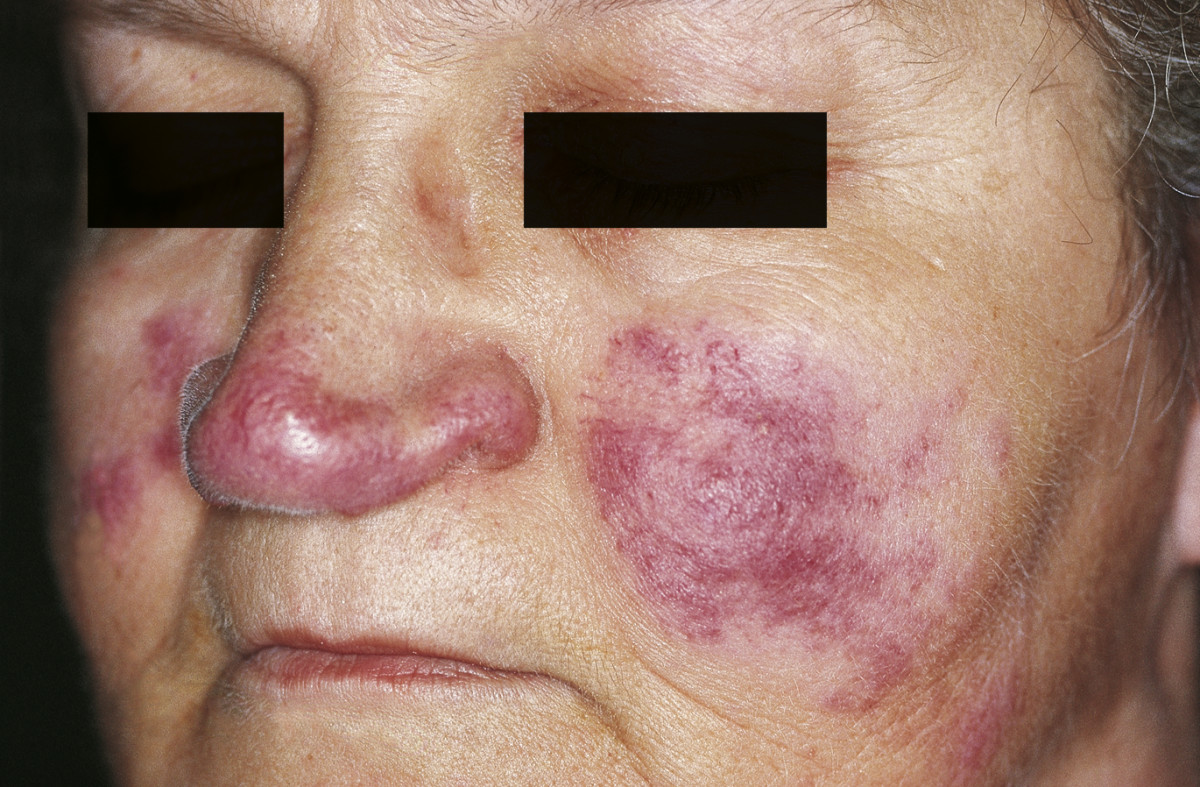
Lupus pernio

لوپوس پرنیو به انگلیسی:Lupus pernio یک ضایعه برآمده و سفتِ مزمن در پوست است که اغلب بنفش رنگ است. این ضایعه روی بینی، گوش، گونه، لب و پیشانی دیده می‌شود. این ضایعه پاتوگنومونیکِ سارکوئیدوز است. نام «لوپوس پرنیو» یک نام‌گذاری اشتباه است، زیرا از نظر میکروسکوپیک این بیماری نوعی ارتشاح گرانولوماتوز را نشان می‌دهد و ویژگی‌های لوپوس یا پرنیو را ندارد.
میزان بهبودی و برطرف شدنِ لوپوس پرنیو بسیار کم است.
لوپوس پرنیو و اریتم ندوزوم تظاهرات جلدی سارکوئیدوز هستند که ممکن است به عنوان علامتی برای همراه بودن با کاردیومیوپاتی متسع شناخته شوند، به ویژه در کاردومیوپاتی همراه با انسداد قلبی، تأخیر در هدایت داخل بطنی، یا تاکی کاردی ونتریکولار.